# IC 5064
IC 5064 је спирална галаксија у сазвјежђу Индијанац која се налази на листи објеката дубоког неба у Индекс каталогу.
Деклинација објекта је - 57° 13' 57" а ректасцензија 20h 52m 38,1s. Привидна величина (магнитуда) објекта IC 5064 износи 13,4 а фотографска магнитуда 14,3. IC 5064 је још познат и под ознакама ESO 187-28, IRAS 20487-5725, PGC 65634.